# Ophisma violaceosuffusa
Ophisma violaceosuffusa är en fjärilsart som beskrevs av Embrik Strand 1914. Ophisma violaceosuffusa ingår i släktet Ophisma och familjen nattflyn. Inga underarter finns listade i Catalogue of Life.